# Munchkin (Kartenspiel)
Munchkin ist ein satirisches Kartenspiel von Steve Jackson, dessen eigens gestaltetes Kartenblatt (zum größten Teil) von John Kovalic illustriert wurde. Das Spiel parodiert die subkulturelle Szene des Fantasy-Rollenspiels, was schon im Namen Munchkin zum Ausdruck kommt: Der englische Ausdruck (der auf Deutsch so viel wie „Knirps“ oder „Wicht“ bedeutet) wird in Rollenspielerkreisen verwendet, um (in abwertender Weise) einen Spieler zu bezeichnen, der vor allem versucht, seine Spielfigur möglichst aggressiv aufzuwerten, ohne noch auf die erzählerischen oder immersiven Eigenschaften des Rollenspiels als Simulation einzugehen (siehe auch: Powergamer). Munchkin erscheint in englischer Sprache seit 2001 bei Steve Jackson Games, die deutsche Ausgabe wird seit 2003 bei Pegasus Spiele verlegt. Das Spiel genießt in Spielerkreisen Kultstatus und hat inzwischen eine Reihe von eigenständigen und nicht-eigenständigen Erweiterungen erlebt, die verschiedene Genres der Populärkultur (Fantasy, Western, Vampir-/Horrorfilm, Agententhriller, Piratenfilm, Cthulhu-Mythos, Martial Arts, Science-Fiction, Superhelden-Comics u. a.) parodieren (siehe Erweiterungen). Munchkin ist zurzeit (August 2012) in 15 verschiedenen Sprachen erhältlich. Aus dem Kartenspiel gingen auch ein Brettspiel und ein Pen-&-Paper-Rollenspiel hervor. Daneben setzt der Hersteller auf ein relativ umfangreiches Angebot an Merchandising- und Sammel-Gegenständen, um Kunden und Fans an das Spiel zu binden.

## Entstehung
Das Kartenspiel basiert auf dem, ebenfalls humoristischen, Buch The Munchkin’s Guide to Powergaming aus dem Jahr 1999, das von John Kovalic illustriert und von Steve Jackson verlegt wurde. Das Buch ist noch auf dem Markt erhältlich.

## Grundlagen des Spiels
Spielmaterial

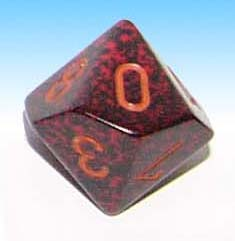
10-seitiger Spielwürfel, wie er zum Anzeigen der Spielerstufe verwendet werden kann.

Das Grundspiel beinhaltet 168 Spielkarten, einen sechsseitigen Spielwürfel und eine Spielanleitung. Benötigt werden außerdem für jeden Spieler Spielsteine, ein Charakterblatt, einen, in manchen Erweiterungen oder alternativen Grundspiel-Boxen enthaltenen Stufenzähler, oder spezielle zehnseitige Würfel, um dessen aktuelle Stufe anzuzeigen.
Spielzeit
Eine Partie Munchkin kann, je nach Anzahl der Mitspieler (normalerweise drei bis sechs), der verwendeten Erweiterungen, des Glücks beim Ziehen der Karten (das eine wesentliche Rolle spielt), und der Tatsache, dass das Spiel ausufernde Diskussionen, Schummelei und sich abwechselnde Bündnisse zwischen Spielern – mitunter ausdrücklich – unterstützt, zwischen 30 Minuten und 3 Stunden in Anspruch nehmen.
Grundidee des Spiels
Der Spielverlauf simuliert das Hinabsteigen in ein Verlies (Dungeon), in dem die Spieler Türen öffnen, hinter denen sich häufig bösartige Monster verbergen, die bekämpft werden müssen. Bleibt der Spieler siegreich, erhält er in der Regel einen Stufenanstieg und darf Schatzkarten aufnehmen, die seine Werte – durch zusätzliche Waffen, Rüstungen oder Ausrüstungsgegenstände – verbessern und es ihm erlauben, in den folgenden Runden mächtigere Monster zu bekämpfen
Spielziel
Jeder Munchkin-Spieler beginnt das Spiel als menschlicher Abenteurer ohne Ausrüstungsgegenstände auf der ersten Stufe (d. h. ohne Karten, die vor ihm ausliegen). Die Spieler versuchen nun, sich im Laufe des Spiels zu verbessern, um schließlich Stufe 10 zu erreichen und das Spiel zu gewinnen. Einen Stufenaufstieg erreichen die Spieler durch das Töten von Monstern, das Verkaufen eigener Ausrüstungsgegenstände (wie Waffen oder Rüstungen) oder das Ausspielen spezieller „Steige eine Stufe auf“-Karten (auch SESAs genannt).
Beim Spielende durch das siebte Siegel (aus Munchkin Apokalypse) gewinnt derjenige, der am stärksten ist. Dabei zählen jedoch nur die Ausrüstungsgegenstände und sonstige Boni, die Stufe wird bei der Bewertung nicht berücksichtigt, das Spiel endet ebenfalls, wenn alle Spieler zu verrückten Kultisten (aus Munchkin Cthulhu) werden, dann gewinnt der Spieler mit der höchsten Stufe.

## Detaillierter Spielverlauf

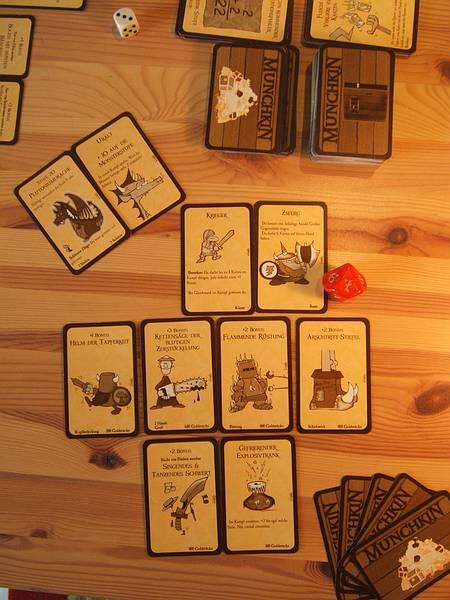
Fortgeschrittene Spielsituation: Ein Spieler hat bereits eine Reihe von Gegenständen vor sich ausliegen, außerdem eine Klasse (Krieger) und eine Rasse (Zwerg) angenommen. Darüber sieht man Schatz- und Türkartenstapel mit dazugehörigen Ablagestapeln, links oberhalb der Spielerauslage wurde ein Monster (Drache) aufgedeckt.

Spielkarte Duck of Doom (Illustration aus Urheberrechts-Gründen unkenntlich gemacht)

### Vorbereitung
Die Spielkarten gliedern sich in Schatz- und Türkarten (in Erweiterungen auch Dungeon-, Siegel- etc. Karten), die zu Beginn des Spiels als getrennte Stapel bereitgelegt werden. Am Anfang des Spiels erhält jeder Spieler vier Schatz- und vier Türkarten verdeckt auf die Hand. Außerdem wird, wie erwähnt, pro Spieler ein Zählmechanismus benötigt, um die jeweilige Stufe festzuhalten. Jeder Spieler beginnt auf der ersten Stufe und, je nachdem, ob es sich um einen Spieler oder eine Spielerin handelt, mit männlichem bzw. weiblichem Geschlecht (das Geschlecht kann im Lauf des Spiels wechseln). Befinden sich Rassen oder Klassen (s. u.) unter diesen Anfangskarten, dürfen sie von den Spielern direkt ausgelegt werden, ebenso Gegenstände. Dann teilt sich das Spiel in vier Phasen.

### Phasen
Phase 1 (Tür eintreten)
Die Spieler sind abwechselnd an der Reihe und decken jeweils eine Türkarte auf, die die Begegnung mit Monstern, bösartigen Flüchen oder andere Ereignisse repräsentieren. Wird ein Monster aufgedeckt, kommt es zum Kampf (s. u.): In diesem Fall werden die Phasen 2 und 3 übersprungen.
Phasen 2 (Auf Ärger aus sein) und 3 (Den Raum plündern)
Kommt es nicht zu einem Kampf, darf der Spieler entweder gegen ein Monster von seiner Hand antreten (Phase 2: Auf Ärger aus sein) oder eine weitere Türkarte ziehen (Phase 3: Den Raum plündern) und auf die Hand nehmen, bevor der nächste Spieler an der Reihe ist.
Phase 4 (Milde Gabe)
Hat ein Spieler, der an der Reihe ist, mehr als fünf Karten auf der Hand, muss er dem Spieler mit der niedrigsten Stufe so viele Karten abgeben, bis er nur noch fünf Karten auf der Hand hat. Hat er selbst die niedrigste Stufe, muss er die überzähligen Karten ablegen.

### Kampf
Im Kampf werden die Stufen (samt eventueller Boni, die durch ausliegende Waffen oder die Erläuterungen auf den Monster-, Rassen- oder Klassenkarten entstehen) von Monster und Spieler gegeneinander verglichen, wobei der Spieler den Wert des Monsters übertreffen muss, um es zu besiegen. Gelingt es dem Spieler, das Monster zu töten, steigt er in der Regel ein bis zwei Stufen auf und erhält ein bis mehrere Schatzkarten, die er auf die Hand nimmt. Verliert der Spieler, darf er versuchen, zu fliehen (s. u.), andernfalls können ihm schlimme Dinge zustoßen, beispielsweise der Verlust bestimmter Gegenstände oder Stufen.
Um Hilfe bitten
Ein wichtiger Bestandteil des Spiels ist die Möglichkeit, kooperativ an der Seite eines Mitspielers zu kämpfen, wofür der helfende Spieler in der Regel einen Teil der Beute erhält. Hierbei werden die Stufen und Boni des helfenden Spielers zu den Stufen und Boni des kämpfenden Spielers addiert. Andere Mitspieler sind allerdings aufgefordert, mit eigenen Karten in den Kampf einzugreifen, um beispielsweise ein Monster im Kampf zu unterstützen oder den kämpfenden Spielern durch eigene Fähigkeiten in den Rücken zu fallen.
Flucht
Unterliegt ein Held im Kampf, wird durch einen Würfelwurf entschieden, ob die Flucht gelingt oder dem Spieler schlimme Dinge (s. o.) zustoßen. (In der Regel besteht eine Drittelchance, erfolgreich zu fliehen.)
Tod
Stirbt ein Spieler im Kampf gegen ein besonders mächtiges Monster, behält er seine Klasse(n), Rasse(n) und Stufe. Eventuell ausliegende Flüche behalten ebenfalls ihre Wirkung auf den Spieler. Der Spieler verliert aber alle ausliegenden Karten und Handkarten. Beginnend mit dem Spieler mit der höchsten Stufe dürfen nun die Mitspieler die Leiche plündern und reihum je eine Karte des getöteten Charakters an sich nehmen.

### Spielende
Erreichen ein oder mehrere Spieler Stufe 10, endet das Spiel. Die letzte Stufe kann nur durch das Töten eines Monsters oder die Karte Göttliche Intervention erlangt werden.
Ab Munchkin Apocalypse kann das Spiel zusätzlich durch Öffnen des siebten Siegels (neu eingeführter Kartentyp) beendet werden.

### Kartentypen

#### Rassen und Klassen
Das Grundspiel beinhaltet außerdem Rassen (wie Elfen, Zwerge oder Halblinge) und Klassen (wie Zauberer, Krieger oder Dieb), die der Spieler annehmen kann und die ihm spezielle Eigenschaften verleihen. Rassen und Klassen können im Laufe des Spiels auch ausgewechselt und mit Hilfe spezieller Karten sogar kombiniert werden. Mit den Erweiterungen zum Grundspiel kommen unter anderem Loyalitäten (in Munchkin Impossible) und Akzente (in Munchkin Freibeuter) hinzu, die in ähnlicher Weise wie Rassen und Klassen funktionieren.

#### Flüche
Wird ein Fluch in Phase 1 aufgedeckt, trifft er den Spieler, der an der Reihe ist. Wird ein Fluch hingegen zu einem anderen Zeitpunkt des Spiels auf die Hand genommen, darf der Spieler ihn jederzeit gegen einen anderen Spieler richten.

#### Schatzkarten
Schatzkarten zeigen, wie erwähnt, Waffen, Rüstungen oder Ausrüstungsgegenstände, die dem Spieler einen dauerhaften Kampfbonus oder andere Fähigkeiten verleihen, und offen vor dem Spieler abgelegt werden. Andere Schatzkarten können nur einmal ausgespielt werden und werden auf der Hand behalten. Schatzkarten können zudem, wie oben erwähnt, verkauft werden, um eine Stufe aufzusteigen. Darüber hinaus existieren große und kleine Gegenstände: Von den großen darf nur jeweils ein Gegenstand pro Spieler getragen sein. Auch Tauschhandel mit den anderen Spielern ist möglich.

#### Dungeonkarten
Seit Munchkin 6 gibt es einen Kartentyp, der den Dungeon selbst einbezieht: Dungeonkarten. Durch Dungeonkarten können bestimmte Regeln ins Spiel kommen. So erhalten zum Beispiel Untote einen Bonus. Neue Dungeonkarten kommen ins Spiel, sobald in Phase 1 eine Portalkarte gezogen wird.

#### Siegel
Derzeit nur in Munchkin Apocalypse enthalten, erlaubt dieser Kartentyp ein Ende des Spiels ohne Erreichen der Stufe 10. Ein Siegel wird auf Anweisung einer Spielkarte geöffnet (aufgedeckt) oder geschlossen (abgelegt), und hat dann verschiedene Auswirkungen auf den Spielverlauf (z. B. Verstärkung der Monster gegenüber einer Klasse). Daneben kann es allerdings auch Konsequenzen für den Spieler, der das Siegel geöffnet hat, beinhalten.
Für jedes offene Siegel werden die Monster um eine Stufe stärker; bei sieben offenen Siegeln endet das Spiel. Da durch den Tod eines Spielers auch ein Siegel geöffnet wird, verkürzt sich die Spielzeit oftmals.

## Gestaltung der Karten
Die Karten sind mit kleinen Zeichnungen und humorvollen Titeln gestaltet, so beinhaltet das deutschsprachige Grundspiel beispielsweise Karten mit Titeln wie „Arschtrittstiefel“ (ein Ausrüstungsgegenstand), „Auf obskure Regeln berufen“, „Cooles Tuch für harte Kerle“, „elektrisch-radioaktiver Säuretrank“, „Ente des Schreckens“, „Käsereibe des Friedens“, „Kettensäge der blutigen Zerstückelung“, „Trank des Mundgeruches“ und Ähnliches. In der englischen Fassung arbeitet das Spiel verhältnismäßig viel mit Wort- und Sprachwitz, was bei der Übersetzung ins Deutsche an einigen Stellen nicht in gleicher Weise möglich war. Dafür beinhaltet die deutschsprachige Fassung eigene Karten, die in der englischen Ausgabe nicht enthalten sind, und sich entsprechend deutscher Wortspiele (z. B. „Wicht am Ende des Tunnels“) bedienen.

## Produktlinien

Logos der 13 eigenständigen Kartenspielreihen (August 2012)

Nachdem Munchkin ein überraschender Erfolg wurde, konzipierte und veröffentlichte Steve Jackson weitere Produktlinien und dazu passende Erweiterungen. Zum Kartenspiel erschien eine Reihe eigenständiger und nicht-eigenständiger Erweiterungen, die verschiedene Genres der Populärkultur (Western, Vampir-/Horrorfilm, Agententhriller, Piratenfilm, Cthulhu-Mythos, Martial Arts, Science-Fiction, Superhelden-Comics u. a.) parodieren: Die Karten aller Linien und Erweiterungen können allerdings in einem Spiel miteinander kombiniert werden; Erweiterungen wie Munchkin im Mixer (s. u.) sind besonders dafür vorgesehen, das Zusammenspiel zu erleichtern. Inzwischen (August 2012) existieren ca. 4000 verschiedene Munchkin-Karten (mit einem Gesamtgewicht von ca. 5,6 kg), die theoretisch gemeinsam im gleichen Spiel verwendet werden können. 2008 wurde schließlich ein eigenständiges Brettspiel namens Munchkin Quest ausgekoppelt, das auf dem ursprünglichen Kartenspiel basiert, auch hierzu erschienen verschiedene Erweiterungen. 2003 und 2004 erschienen darüber hinaus eine Reihe von Büchern, die Munchkin auch in klassisches Pen-and-Paper-Rollenspiel rückübersetzten, aus dem es entstanden war, und die auf dem d20-System basieren.

### Munchkin-Kartenspiele
Nicht alle Munchkin-Kartenspiele erschienen (bislang) in deutschsprachiger Übersetzung, einige wurden darüber hinaus für die deutschsprachigen Ausgaben verändert und/oder angepasst (beispielsweise Munchkin Cthulhu); Änderungen, die teilweise wieder in das englischsprachige Spiel rückübernommen wurden. Auch erschienen unregelmäßig einzelne Karten oder ganze Booster, die zu Promotion/Marketing-Zwecken ausgeben wurden oder Beilagen von Merchandising-Artikeln waren, und von denen hier nicht alle aufgeführt sind.
Seit 2016 werden außerdem viele Spiele mit entsprechenden Erweiterungen als Doppelbox neu herausgebracht.
Zudem erscheinen verschiedene Guest Artist Editions, in denen die Spiele mit geänderten Illustrationen von Gast-Künstlern neu aufgelegt werden.
| Jahr | Englischer Titel                                            | Deutscher Titel                                                    | Karten    | Thema                   | Anmerkungen | Rating |
| ---- | ----------------------------------------------------------- | ------------------------------------------------------------------ | --------- | ----------------------- | --- | ------ |
| 2001 | Munchkin                                                    | Munchkin                                                           | 168       | Fantasy                 | 1. eigenständiges Spiel. Das Grundspiel liegt inzwischen (August 2012) in der 19. Auflage mit überarbeiteten Regeln vor. | 5.9    |
| 2002 | Munchkin 2: Unnatural Axe                                   | Munchkin 2: Abartige Axt                                           | 120       | Fantasy                 | Beinhaltet die Ork-Rasse. | 6.3    |
| 2002 | Star Munchkin                                               | Star Munchkin                                                      | 170       | Science Fiction         | 2. eigenständiges Spiel | 6.0    |
| 2003 | Munchkin Fu                                                 | Munchkin Fu                                                        | 168       | Martial Arts            | 3. eigenständiges Spiel | 5.9    |
| 2003 | Munchkin 3: Clerical Errors                                 | Munchkin 3: Beschwörungsfehler                                     | 120       | Fantasy                 | Beinhaltet die Barden-Klasse und Gnomen-Rasse. | 6.3    |
| 2003 | Clerical Errata                                             |                                                                    |           | Fantasy                 | Eine Serie von Fehldrucken der dritten Erweiterung, die zunächst zurückgezogen, nach Fanprotesten allerdings wieder zum Verkauf freigegeben wurde. | 5.6    |
| 2004 | Star Munchkin 2: The Clown Wars                             | Star Munchkin 2: Clown-Kriege                                      | 112       | Science Fiction         | | 6.1    |
| 2004 | Munchkin Blender                                            | Munchkin im Mixer                                                  | 112       |                         | Munchkin im Mixer ist eine Erweiterung und dient dazu, verschiedene Munchkinspiele zu kombinieren. Es umfasst außerdem die Regeln für Episches Munchkin (s. u.). Später durch More Good Cards bzw. Cheat With Both Hands abgelöst.                                                                           | 5.8    |
| 2004 | Munchkin Bites!                                             | Munchkin beißt!                                                    | 168       | Horror/Vampir           | 4. eigenständiges Spiel. Führt Kräfte in das Spiel ein. | 6.0    |
| 2005 | Munchkin Fu 2: Monky Business                               | Munchkin Fu 2: Mönche mögen’s heiß                                 | 112       | Martial Arts            | | 5.9    |
| 2005 | Super Munchkin                                              | Super Munchkin                                                     | 168       | Superhelden             | 5. eigenständiges Spiel | 5.9    |
| 2005 | Munchkin Bites! 2: Pants Macabre                            | Munchkin beißt! 2: Höllenhose                                      | 112       | Horror/Vampir           | | 6.0    |
| 2006 | Munchkin 4: The Need for Steed                              | Munchkin 4: Rasende Rösser                                         | 120       | Fantasy                 | Beinhaltet Rösser (Drachen, Adler, Schildkröten) und Mietlinge. | 6.4    |
| 2006 | Super Munchkin 2: The Narrow S Cape                         | Super Munchkin 2: Coole Capes                                      | 112       | Superhelden             | | 5.9    |
| 2006 | Munchkin Impossible                                         | Munchkin Impossible                                                | 168       | Agententhriller         | 6. eigenständiges Spiel | 5.8    |
| 2007 | -                                                           | Munchkin beißt Baum                                                | 20        | Vampir                  | Booster | -      |
| 2007 | Munchkin Cthulhu                                            | Munchkin Cthulhu                                                   | 168       | Cthulhu                 | 7. eigenständiges Spiel | 6.2    |
| 2007 | Epic Munchkin                                               | Episches Munchkin                                                  |           |                         | Erweitertes Regelwerk für epische Charaktere, mit denen es möglich ist, das Spiel über Stufe 10 hinaus bis auf Stufe 20 zu spielen. Die Regeln für Episches Munchkin können kostenlos heruntergeladen werden.                                                                                                | 5.6    |
| 2007 | Munchkin 5: De-Ranged                                       | Munchkin 5: Wirre Waldläufer                                       | 120       | Fantasy                 | Beinhaltet die Waldläufer-Klasse. | 6.3    |
| 2007 | Munchkin Cthulhu 2: Call of Cowthulhu                       | Munchkin Cthulhu 2: Kuhthulhus Ruf                                 | 56        | Cthulhu                 | Die deutsche Version enthält Munchkin Cthulhu 2: Call of Cowthulhu und Munchkin Cthulhu: The Unspeakable Vault im gleichen Set. | 6.2    |
| 2007 | The Good, the Bad, and the Munchkin                         | Spiel mir das Lied vom Munchkin                                    | 168       | Western                 | 8. eigenständiges Spiel | 5.9    |
| 2008 | Munchkin Cthulhu 3: The Unspeakable Vault                   | Enthalten in der deutschen Ausgabe von Munchkin Cthulhu 2 (s. o.). | 56        | Cthulhu                 | | 6.1    |
| 2008 | Munchkin 6: Demented Dungeons                               | Munchkin 6: Durchgeknallte Dungeons                                | 22+22     | Fantasy                 | Beinhaltet 22 großformatige Dungeon-Karten, die das gesamte Spiel beeinflussen. | 6.1    |
| 2008 | Munchkin Booty                                              | Munchkin Freibeuter                                                | 168       | Piraten                 | 9. eigenständiges Spiel | 6.1    |
| 2008 | Munchkin 7: More Good Cards                                 |                                                                    | 56        |                         | Beinhaltet einige Karten aus Munchkin im Mixer und eine Reihe neuer Karten, die auf Vorschlägen von Fans basieren. | 6.0    |
| 2009 | Munchkin Booty 2: Jump the Shark                            | Munchkin Freibeuter 2: Haisprung                                   | 112       | Piraten                 | | 5.9    |
| 2009 | Munchkin: Fairy Dust                                        | Munchkin: Feenstaub                                                | 15        | Fee                     | Vollfarbkarten, die Spieler bevorteilen, die einander helfen. | 5.9    |
| 2009 | Munchkin: Waiting For Santa                                 | Warten auf den Weihnachtsmann                                      | 15        | Weihnachten             | 1. Weihnachts-Erweiterung. Vollfarbkarten, darunter Santa sowie weihnachtliche Monster und Schätze. | 5.8    |
| 2010 | Munchkin Cthulhu 4: Crazed Caverns                          | Munchkin Cthulhu 3: Krasse Kavernen                                | 20+16     | Cthulhu                 | Beinhaltet 16 großformatige Portal-Karten, die das gesamte Spiel beeinflussen. | 5.8    |
| 2010 | Munchkin: Marked For Death                                  | Munchkin: Zum Töten freigegeben                                    | 17        | Fantasy                 | | 5.7    |
| 2010 | Munchkin: Santa’s Revenge                                   | Munchkin: Die Rache des Weihnachtsmanns                            | 15        | Weihnachten             | 2. Weihnachts-Erweiterung | 5.8    |
| 2010 | Munchkin: Go Up a Level                                     | Munchkin: Steige eine Stufe auf                                    | 132       |                         | Beinhaltet überarbeitete Karten für fast alle bisher erschienenen Sets. | 5.6    |
| 2010 | Munchkin Booty: Fish & Ships                                | Munchkin Freibeuter: Fish’n'Ships                                  | 15        | Piraten                 | | 5.7    |
| 2010 | Star Munchkin: Space Ships                                  | Star Munchkin: Raumschiffe                                         | 15        | Science Fiction         | | 5.7    |
| 2010 | Munchkin: Reloaded!                                         | Munchkin: Reloaded!                                                | 15        | Fantasy                 | | 5.7    |
| 2011 | Munchkinomicon                                              | Munchkinomicon                                                     | 15        | Fantasy                 | Enthält ein Zauberbuch und dessen Zaubersprüche. | 5.8    |
| 2011 | Munchkin 7: Cheat With Both Hands                           | Munchkin 7: Mit beiden Händen schummeln                            | 112       |                         | Ersetzt (gemeinsam mit Monster Enhancers) die vorherigen Sets More Good Cards und Munchkin im Mixer. | 5.7    |
| 2011 | Munchkin Zombies                                            | Munchkin Zombies                                                   | 168       | Zombie                  | 10. eigenständiges Spiel | 6.2    |
| 2011 | Munchkin: Monster Enhancers                                 | Munchkin Monsterverstärker                                         | 15        | Fantasy                 | | 5.7    |
| 2011 | Munchkin Zombies 2: Armed & Dangerous                       | Munchkin Zombies 2: Um Armeslänge voraus                           | 112       | Zombie                  | | 5.8    |
| 2011 | Munchkin: Conan the Barbarian                               | Munchkin: Conan der Barbar                                         | 15        | Conan                   | Basiert auf dem Conan-Film von Marcus Nispel aus dem Jahr 2011. | 5.7    |
| 2011 | Munchkin Axe Cop                                            | Munchkin Axe Cop                                                   | 168       | Comicvorlage            | 11. eigenständiges Spiel. Basiert auf dem Webcomic Axe Cop. | 5.6    |
| 2011 | Munchkin: Reindeer Games.                                   | Munchkin: Rentiere                                                 | 15        | Weihnachten             | 3. Weihnachts-Erweiterung. | 5.6    |
| 2012 | Munchkin 8: Half Horse, Will Travel                         | Munchkin 8: Echsenmenschen & Zentauren                             | 112       | Fantasy                 | Beinhaltet Kentauren und Eidechsenmenschen, außerdem Rassen- und Klassenverstärker. | 5.8    |
| 2012 | The Good, the Bad, and the Munchkin 2: Beating a Dead Horse | Munchkin: Zu Tode geritten                                         | 56        | Western                 | Erschien bisher nicht als Standalone, sondern nur in Kombination mit dem Basisspiel in Form von Spiel mir das Lied vom Munchkin 1+2 | 5.6    |
| 2012 | Munchkin: The Guild                                         | Munchkin: Die Gilde                                                | 15        | Comicvorlage            | Basiert auf dem Webcomic The Guild. | 5.7    |
| 2012 | Munchkin: Conan                                             | Munchkin: Conan                                                    | 168       | Conan                   | 12. eigenständiges Spiel, aber im Fantasy-Design | 5.6    |
| 2012 | Munchkin Zombies 3: Hideous Hideouts                        | Munchkin Zombies 3: Widerliche Winkel                              | 20+16     | Zombie                  | Beinhaltet 16 großformatige Portal-Karten, die das gesamte Spiel beeinflussen. | 5.6    |
| 2012 | Munchkin Penny Arcade                                       |                                                                    | 15        | Comicvorlage            | Basiert auf dem Webcomic Penny Arcade. |        |
| 2012 | Munchkin Skullkickers                                       | Munchkin Skullkickers                                              | 15        | Comicvorlage            | Basiert auf dem Webcomic Skullkickers. |        |
| 2012 | Munchkin Naughty & Nice                                     | Munchkin Artig & Ungezogen                                         | 15        | Weihnachten             | 4. Weihnachts-Erweiterung | 5.6    |
| 2012 | Munchkin Apocalypse                                         | Munchkin Apokalypse                                                | 168       | Weltuntergang           | 13. eigenständiges Spiel | 5.8    |
| 2013 | Munchkin Pathfinder                                         | Munchkin Pathfinder                                                | 168       | Comicvorlage            | 14. eigenständiges Spiel, aber im Fantasy-Design | 5.8    |
| 2013 | Munchkin Legends                                            | Munchkin Legenden                                                  | 168       | Mythologie              | 15. eigenständiges Spiel, aber im Fantasy-Design | 5.8    |
| 2013 | Munchkin: Tricky Treats                                     | Munchkin: Süßes oder Saures                                        | 15        | Halloween               | 1. Halloween-Erweiterung |        |
| 2013 | Munchkin: Dragons                                           | Munchkin: Drachen                                                  | 15        |                         | Enthält Drachen |        |
| 2014 | Munchkin: Easter Eggs                                       | Munchkin: Harte Hasen                                              | 15        | Ostern                  | 1. Oster-Erweiterung |        |
| 2014 | Munchkin Zombies 4: Spare Parts                             | Munchkin Zombies 4: Verschleißteile                                | 56        | Zombie                  | |        |
| 2014 | Munchkin Pathfinder: Gobsmacked                             | Munchkin Pathfinder: Gemeine Goblins                               | 15        | Pathfinder              | Booster |        |
| 2014 | Munchkin Gets Promoted                                      | Munchkin wird promotet                                             | 15        | Fantasy                 | Enthält Promo-Karten verschiedener Munchkin-Sets |        |
| 2014 | Munchkin Princesses                                         | Prinzessinen                                                       | 15        | Fantasy                 | Beinhaltet 15 Prinzessinnen für das Grundspiel. Ist in dem Munchkin Fantasy Super-Mega-Set enthalten. |        |
| 2014 | Munchkin Apocalypse: Mars Attacks Booster                   |                                                                    | 15        | Weltuntergang           | Basiert auf der Topserie von Topps. |        |
| 2014 | Munchkin Apocalypse 2: Sheep Impact                         | Munchkin Apokalypse 2: Schaafer Einschlag                          | 106       | Weltuntergang           | |        |
| 2014 | Munchkin Legends 2: Faun and Games                          | Munchkin Legenden 2: Fauntastische Spiele                          | 56        | Mythologie              | |        |
| 2014 | Munchkin Legends 3: Myth Prints                             | Munchkin Legenden 2: Fauntastische Spiele                          | 56        | Mythologie              | Ist zusammen mit Munchkin Legends 2: Faun and Games in Munchkin Legenden 2: Fauntastische Spiele enthalten |        |
| 2014 | Munchkin: Deluxe                                            | Munchkin: Deluxe                                                   | 168       | Fantasy                 | Neuauflage von Munchkin mit Spielbrett und Figuren |        |
| 2014 | -                                                           | Munchkin: Turbobooster                                             | 45        |                         | Enthält Munchkin: Feenstaub, Star Munchkin: Raumschiffe, Munchkin: Zum töten freigegeben, 3 Notizblöcke und 3 6-seitige Würfel |        |
| 2014 | -                                                           | Munchkin: Turbobooster 2                                           | 45        |                         | Enthält Munchkinnomicon, Munchkin: Reloaded!, Munchkin: Monsterverstärker, 3 Notizblöcke und 3 6-seitige Würfel |        |
| 2014 | Munchkin: Adventure Time                                    |                                                                    | 168       | Adventure Time          | 16. eigenständiges Spiel. Basiert auf der Serie Adventure Time – Abenteuerzeit mit Finn und Jake. |        |
| 2014 | Munchkin Holidazed                                          |                                                                    | 15        | Weihnachten             | Enthält 15 Karten mit dem Thema Weihnachten. |        |
| 2015 | Munchkin Love Shark Baby                                    |                                                                    | 15        | Fantasy                 | Enthält 15 Karten mit dem Thema Valentinstag. |        |
| 2015 | Munchkin Kobolds Ate My Baby!                               |                                                                    | 15        | Fantasy                 | Beinhaltet 15 Karten als Hommage zum Rollenspiel Kobolds Ate My Baby. |        |
| 2015 | Munchkin Dragon’s Trike                                     |                                                                    | 15        | Fantasy                 | Beinhaltet 15 neue Drachenkarten. |        |
| 2015 | Munchkin Curses                                             |                                                                    | 15        | Fantasy                 | Beinhaltet 13 neue Fluchkarten und zwei neue Monsterkarten. |        |
| 2015 | Munchkin Knights                                            |                                                                    | 15        | Fantasy                 | Beinhaltet 15 neue Karten mit dem Schwerpunkt Ritter. |        |
| 2015 | Munchkin Undead                                             |                                                                    | 15        |                         | Beinhaltet 15 neue Karten mit dem Schwerpunkt Untote. |        |
| 2015 | Munchkin Zombies: The Walking Dead                          |                                                                    | 56        | Zombie                  | Beinhaltet 56 neue Karten mit Charakteren aus dem Walking Dead Franchise. |        |
| 2015 | Munchkin Hidden Treasures                                   | Munchkin: Verborgene Schätze                                       | 78        |                         | Enthält exklusive, zuvor nur in englischer Sprache verfügbare Karten und Promo-Karten |        |
| 2015 | Star Munchkin 3: Diplomatic Impunity                        | Star Munchkin 3: Diplomatische Immunität                           | 112       | Science Fiction         | Enthält Botschafter-Klasse und Veganier-Rasse |        |
| 2015 | Munchkin: Adventure Time 2 It’s a Dungeon Crawl!            |                                                                    | 102       | Adventure Time          | 90 neue Karten und 12 neue Dungeons. |        |
| 2015 | Munchkin: Steampunk                                         | Munchkin: Steampunk                                                | 168       | Steampunk               | 17. eigenständiges Spiel |        |
| 2015 | Munchkin: Christmas Lite                                    | Munchkin Christmas Light                                           | 112       | Weihnachten             | 18. eigenständiges Spiel. Erstes eigenständiges Weihnachts-Spiel. |        |
| 2015 | Munchkin: Oz                                                |                                                                    | 168       | Oz                      | 19. eigenständiges Spiel. Basiert auf dem Kinderbuch Der Zauberer von Oz. |        |
| 2015 | Munchkin: The Nightmare Before Christmas                    |                                                                    | 168       |                         | 20. eigenständiges Spiel. Basiert auf dem Film Nightmare Before Christmas von Tim Burton. |        |
| 2015 | Munchkin Stocking Stuffers                                  |                                                                    | 5         | Weihnachten             | Beinhaltet 5 neue Karten mit dem Schwerpunkt Weihnachten. |        |
| 2016 | Munchkin Pathfinder: Truly Gobnoxius                        |                                                                    | 15        | Pathfinder              | 10 neue Monsterkarten und 5 neue Goblin-bezogene Schätze. |        |
| 2016 | Munchkin Puppies                                            | Wilde Welpen                                                       | 30        | Fantasy                 | Beinhaltet 30 Karten mit Welpen. |        |
| 2016 | Munchkin 6.5: Terrible Tombs                                | Munchkin 6.5: Grausige Grüfte                                      | 20+16     | Fantasy                 | Beinhaltet 20 neue Dungeon-Karten und 16 neue Portal-Karten |        |
| 2016 | Munchkin: Moop’s Monster Mashup                             |                                                                    | 168       | Monster                 | 21. eigenständiges Spiel. |        |
| 2016 | Munchkin: Marvel Edition                                    |                                                                    | 168+6     | Marvel                  | 22. eigenständiges Spiel. Basiert auf den Comics von Marvel Comics. Beinhaltet 6 Großformatige „S.H.I.E.L.D. Agent Role Cards“. |        |
| 2016 | Munchkin: Marvel 2 Mystic Mayhem                            |                                                                    | 90+12     | Marvel                  | Beinhaltet 90 neue Karten und 16 übergroße Dungeon-Karten. |        |
| 2016 | Munchkin Marvel 3: Cosmic Chaos                             |                                                                    | 90+12     | Marvel                  | Beinhaltet 90 neue Karten und 16 übergroße Dungeon-Karten. |        |
| 2017 | Munchkin Valentines                                         |                                                                    | 15        | Fantasy                 | Enthält 15 Karten mit dem Thema Valentinstag. |        |
| 2017 | Munchkin Apocalypse: Judge Dredd                            |                                                                    | 15        | Weltuntergang           | Beinhaltet 15 thematische Karten zum Judge Dredd Franchise und erweitert Munchkin Apokalypse. |        |
| 2017 | Munchkin Oz 2 – Yellow Brick Raid                           |                                                                    | 56        | Oz                      | Beinhaltet 56 neue Karten und erweitert das Oz Grundset. |        |
| 2017 | Munchkin Pathfinder 2 – Guns and Razzes                     |                                                                    | 112       | Pathfinder              | Erweitert das Pathfinder Corset um 112 neue Karten. |        |
| 2017 | Munchkin Pathfinder 3 – Guns and Razzes                     |                                                                    | 20        | Pathfinder              | Beinhaltet 20 übergroße Dungen-Karten. |        |
| 2017 | Munchkin Monsterbox                                         | Munchkin Monsterbox                                                | 10        |                         | Aufbewahrungsbox erschienen in Deutschland in drei Covervarianten incl. 10 Promokarten die es nur in diesem Set gibt. |        |
| 2017 | Munchkin Kittens                                            | Krasse Kätzchen                                                    | 30        |                         | Enthält 30 neue Karten rund um Katzen |        |
| 2017 | Munchkin Hipsters                                           | Munchkin Hipster                                                   | 30        |                         | Enthält 30 neue Karten und mit Hipster auch eine neue Klasse. |        |
| 2017 | Munchkin Gets Promoted 2                                    |                                                                    | 15        | Fantasy                 | Enthält 15 Promo-Karten verschiedener Munchkin-Sets. |        |
| 2017 | Munchkin Grimm Tidings                                      | Munchkin: Grimme Märchen                                           | 114       | Fantasy                 | Sowohl als Erweiterung für das klassische Munchkin Basis Set, als auch als eigenständiges Spiel für bis zu vier Spieler spielbar. Basiert auf den Erzählungen der Gebrüder Grimm. |        |
| 2017 | Munchkin Shakespeare                                        | Munchkin Shakespeare                                               | 168       | Shakespeare             | 24. eigenständiges Spiel. Basiert auf Shakespeare und seinen Romanen. |        |
| 2017 | Munchkin Dragons: Four More                                 |                                                                    | 4         | Drachen                 | Beinhaltet 4 neue Drachenkarten. |        |
| 2017 | Munchkin: X-Men                                             |                                                                    | 132       | X-Men                   | 25. eigenständiges Spiel. Basiert auf den X-Men. |        |
| 2017 | Munchkin Deadpool: Just Deadpool                            |                                                                    | 35        | X-Men                   | Erweitert das X-Men Corset um 35 neue Karten. |        |
| 2017 | Munchkin: Rick and Morty                                    |                                                                    | 168+6     | Rick and Morty          | 26. eigenständiges Spiel. Basiert auf der Zeichentrickserie Rick and Morty. |        |
| 2017 | Munchkin Shakespeare Staged Demo                            |                                                                    | 17        | Shakespeare             | Erweitert das Shakespeare Corset um 17 neue Karten. |        |
| 2017 | Munchkin Shakespeare Limited Engagement                     |                                                                    | 57+20     | Shakespeare             | Erweitert das Shakespeare Corset um 57 neue Karten und 20 Dungeonkarten. |        |
| 2018 | Munchkin Clowns                                             |                                                                    | 15        | Fantasy                 | Enthält 15 neue Karten rund um Clowns. |        |
| 2018 | Munchkin 9: Jurassic Snark                                  | Munchkin 9: Jurassic Snark                                         | 112       | Fantasy                 | 8. Erweiterung des ersten Grundspiels. Beinhaltet Rassen- und Klassenverstärker sowie als neue Monstergattung Dinosaurier. |        |
| 2018 | Munchkin Lite                                               |                                                                    | 115       | Fantasy                 | 27. eigenständiges Spiel.Vereinfachte und entschlackte Version des ursprünglichen Grundspiels für Neueinsteiger sowie für einen schnelleren Spielablauf. |        |
| 2018 | Munchkin Cheats                                             | Munchkin: Schummeln! in Munchkin: Misch oder stirb!                | 30        | Fantasy                 | Beinhaltet 30 neue Karten und erweitert das Fantasy-Setting um die neue Spielemechanik „cheaten“. |        |
| 2018 | Munchkin Spell Skool                                        |                                                                    | 112       | Fantasy                 | 28. eigenständiges Spiel, welches thematisch in einer Zauberschule stattfindet. |        |
| 2018 | Munchkin Starfinder                                         | Munchkin Starfinder                                                | 168       | Space Fantasy           | 29. eigenständiges Spiel. Basiert auf dem Rollenspiel Starfinder. |        |
| 2018 | Munchkin Starfinder Space Goblins                           |                                                                    | 15        | Space Fantasy           | Erweitert das Starfinder Corset um 15 neue Karten. |        |
| 2018 | Munchkin Starfinder The Swarm                               |                                                                    | 15        | Space Fantasy           | Erweitert das Starfinder Corset um 15 neue Karten. |        |
| 2018 | Munchkin Starfinder Hero Pack                               |                                                                    | 15        | Space Fantasy           | Erweitert das Starfinder Corset um 15 neue Karten. |        |
| 2018 | Munchkin Side Quests                                        |                                                                    | 30        | Fantasy                 | Mini-Erweiterung für jedes Munchkin Grundspiel welches ein Spielkartendeck von 30 Auftragskarten enthält. Beim erfüllen einer Aufgabe erhält der Spieler einen Bonus. Sobald drei verschiedene Aufgaben erfüllt wurden, wird das nächste Monster, welches dem Spieler gegenübersteht, automatisch besiegt.   |        |
| 2018 | Munchkin Fowl Play                                          | Elende Enten                                                       | 15        | Fantasy                 | Enthält 15 neue Karten rund um Entenwitze. Ist in dem Munchkin Fantasy Super-Mega-Set enthalten. |        |
| 2018 | Munchkin The Red Dragon Inn                                 |                                                                    | 29 (+1)   | The Red Dragon Inn      | Enthält 29 neue Karten die thematisch auf dem „The Red Dragon Inn“ Franchise basieren, sowie eine Sonderkarte spielbar innerhalb der „The Red Dragon Inn“ Spielreihe. |        |
| 2018 | Munchkin Magical Mess                                       |                                                                    | 168       | Monster                 | Enthält 168 neue Karten die thematisch das 2016 erschienene Munchkin: Moop’s Monster Mashup erweitern, aber auch als eigenständiges Spiel spielbar sind. |        |
| 2018 | Munchkin Party Pack                                         |                                                                    | 15 (+3*5) | Party                   | Enthält 15 neue Karten rund um Partys sowie drei Mal fünf neue Karten die an Freunde weitergegeben werden können. |        |
| 2018 | Munchkin Harry Potter                                       |                                                                    | 168       | Harry Potter            | 30. eigenständiges Spiel. Basiert auf dem Harry Potter Franchise. |        |
| 2019 | Munchkin: Teenage Mutant Ninja Turtles                      |                                                                    | 168       | TMNT                    | 31. eigenständiges Spiel. Basiert auf dem Teenage Mutant Ninja Turtles Franchise. |        |
| 2019 | Munchkin: Crazy Cooks                                       | Munchkin: Quirlige Köche                                           | 168       | Kochen                  | 32. eigenständiges Spiel. Führt Verpflegungsmarker ein. Bestimmte Monster haben den Aufdruck Fleisch, Gemüse, Getränke, Nachtisch, die wie Schätze funktionieren. Besitzt ein Munchkin alle 4 Marker, kann er sie gegen eine Stufe eintauschen. Regeln für Marker in Kombination mit anderen Sets enthalten. |        |
| 2019 | Munchkin Warhammer 40.000                                   | Munchkin Warhammer 40.000                                          | 168       | Warhammer 40.000        | 33. eigenständiges Spiel. Beinhaltet Chaos-Monster und Armeen. |        |
| 2019 | Munchkin Warhammer 40.000 Faith and Firepower               | Munchkin Warhammer 40.000 Glaube und Geballer                      | 112       | Warhammer 40.000        | Enthält 112 neue Karten und erweitert das Munchkin Warhammer 40.000 Grundspiel um die beiden Armeen „Adeptus Sororitas“ und „T'au“. |        |
| 2019 | Munchkin Warhammer 40.000: Savagery and Sorcery             | Munchkin Warhammer 40.000: Zorn und Zauberei                       | 112       | Warhammer 40.000        | Erweitert das Munchkin Warhammer 40.000 Grundspiel um die beiden Armeen „Space Wolves“ und „Thousand Sons“. |        |
| 2019 | Munchkin Starfinder 2 - Far Out                             |                                                                    | 56        | Space Fantasy           | Erweitert das Starfinder Corset um 56 neue Karten. |        |
| 2019 | Munchkin Steampunk: Girl Genius                             |                                                                    | 112       | Steampunk               | Erweitert das Munchkin Steampunk Grundset um 112 Karten rund um Charaktere und Settings aus dem Girl Genius Webcomic. |        |
| 2019 | Munchkin Warhammer Age of Sigmar                            | Munchkin Warhammer Age of Sigmar                                   | 168       | Warhammer Age of Sigmar | 34. eigenständiges Spiel und basiert auf den Warhammer Fantasy Nachfolger, Warhammer Age of Sigmar. |        |
| 2019 | Munchkin Unicorns and Friends                               |                                                                    | 73        | Fantasy                 | Erweitert das Munchkin Grundset um 73 Karten rund um Einhörner. Enthält zudem noch einen Kill-O-Meter als Beigabe. |        |
| 2020 | Munchkin Knights: Four More                                 |                                                                    | 4         | Ritter                  | Beinhaltet 4 neue Karten mit dem Schwerpunkt Ritter. |        |
| 2020 | Munchkin Zombies: Grave Mistakes                            | Munchkin Zombies: Begräbnisfehler in Munchkin: Misch oder stirb!   | 30        | Zombies                 | Erweitert das Munchkin Zombies Grundspiel um 30 neue Karten. |        |
| 2020 | Munchkin Cthulhu: Sanity Check                              | Munchkin Cthulhu: Stabilitätsprobe in Munchkin: Misch oder stirb!  | 30        | Cthulhu                 | Erweitert das Munchkin Cthulhu Grundspiel um 30 neue Karten. |        |
| 2020 | Munchkin Warhammer Age of Sigmar: Death and Destruction     | Munchkin Warhammer Age of Sigmar: Tod und Zerstörung               | 112       | Warhammer Age of Sigmar | Erweitert das Munchkin Warhammer Age of Sigmar Grundspiel um die beiden Armeen „Flesh-Eater Courts“ und „Ironjaws“. |        |
| 2020 | Munchkin Warhammer Age of Sigmar: Chaos and Order           | Munchkin Warhammer Age of Sigmar: Chaos und Ordnung                | 112       | Warhammer Age of Sigmar | Erweitert das Munchkin Warhammer Age of Sigmar Grundspiel um die beiden Fraktionen „Kharadron Overlords“ und „Bloodbound of Khorne“. |        |
| 2020 | Munchkin Valentines                                         |                                                                    | 4         | Fantasy                 | Mini-Erweiterung bestehend aus 4 Karten rund um den Valentinstag. |        |
| 2020 | Star Munchkin: Landing Party                                | Star Munchkin: Landungstrupp in Munchkin: Misch oder stirb!        | 30        | Science Fiction         | Erweitert das Star Munchkin Grundspiel um 30 neue Karten. |        |
| 2020 | Munchkin Tails                                              | Munchkin Fellinge                                                  | 168       | Tierfantasy             | 35. eigenständiges Spiel. Statt Munchkins kämpfen hier Tiere. |        |
| 2020 | Munchkin Unicorns                                           |                                                                    | 15        | Fantasy                 | Erweitert das Munchkin Grundset um 15 Karten rund um Einhörner die auch schon in dem Munchkin Unicorns and Friends enthalten waren. |        |
| 2020 | Munchkin Something Fishy                                    |                                                                    | 56        | Fantasy                 | Erweitert das Munchkin Grundset um 56 Karten rund um das Thema fischen und Fische. |        |
| 2020 | Munchkin Tails of the Season                                |                                                                    | 15        | Weihnachten             | Mini-Erweiterung bestehend aus 15 Karten rund um Weihnachten. |        |
| 2020 | Munchkin Black Friday                                       |                                                                    | 10        | Black Friday            | Mini-Erweiterung bestehend aus 10 Karten rund um den Black Friday. |        |
| 2020 | Munchkin DuckTales                                          |                                                                    | 168       | DuckTales               | 36. eigenständiges Spiel und basiert auf der Zeichentrickserie DuckTales. |        |
| 2020 | Munchkin Pathfinder 3 – Odd Ventures                        |                                                                    | 16+20     | Pathfinder              | Erweitert das Pathfinder Grundset um 16 Karten und 20 Dungeonkarten. |        |
| 2020 | Munchkin: Disney                                            |                                                                    | 168       | Disney                  | 37. eigenständiges Spiel und basiert auf verschiedenen Figuren und Bösewichtern des Disney Universums. |        |
| 2020 | Munchkin Warhammer 40.000: Cults and Cogs                   | Munchkin Warhammer 40.000: Kulte und Kolben                        | 112       | Warhammer 40.000        | Erweitert das Munchkin Warhammer 40.000 Grundspiel um die beiden Fraktionen „Genestealer Cults“ und „Adeptus Mechanicus“. |        |
| 2021 | Munchkin Warhammer Age of Sigmar: Guts and Gory             |                                                                    | 112       | Warhammer Age of Sigmar | Erweitert das Munchkin Warhammer Age of Sigmar Grundspiel um die beiden Fraktionen „Gutbuster Mawtribe“ und „Ossiarch Bonereapers“. |        |
| 2021 | Munchkin & Mazes                                            | Munchkins & Mazes                                                  | 168       | Munchkin Fantasy        | 38. eigenständiges Spiel und parodiert das ursprüngliche Munchkin Fantasy. |        |
| 2021 | Munchkin Apocalypse: Kaiju                                  |                                                                    | 30        | Weltuntergang           | Erweitert das Munchkin Apokalypse Grundspiel um 30 neue Karten. |        |
| 2021 | Munchkin Enhancers                                          |                                                                    | 30        | Fantasy                 | Erweitert das Munchkin Grundspiel um 30 neue Karten. |        |
| 2021 | Munchkin: Critical Role                                     |                                                                    | 172       | RPG                     | 39. eigenständiges Spiel basierend auf dem Award prämierten RPG Livestream Critical Role. Beinhaltet auch einen D20 Würfel. |        |
| 2021 | Munchkin Russia                                             |                                                                    | 168       | Russland                | 40. eigenständiges Spiel und nimmt russische Klischees auf die Schippe. |        |
| 2021 | Munchkin SpongeBob SquarePants                              |                                                                    | 168       | SpongeBob Schwammkopf   | 41. eigenständiges Spiel basierend auf dem SpongeBob Schwammkopf Franchise. |        |
| 2022 | Munchkin Warhammer 40.000: Rank & Vile                      |                                                                    | 112       | Warhammer 40.000        | Erweitert das Munchkin Warhammer 40.000 Grundspiel um die drei Fraktionen „Astra Militarum“, „Drukhari“ und „Daemons“. |        |
| 2022 | Munchkin Babies                                             | Munchkin Babys                                                     | 168       | Säuglinge               | 42. eigenständiges Spiel in dem mit Säuglingen und Kleinkindern das Fantasy Setting umgesetzt wurde. |        |
| 2022 | Munchkin Babies – Stork Naked                               |                                                                    | 56        | Säuglinge               | Erweitert das Munchkin Babies Grundset um weitere 56 Karten. |        |
| 2022 | Munchkin Petting Zoo                                        |                                                                    | 30        | Fantasy                 | Erweitert das Munchkin Grundspiel um 30 neue Karten mit dem Themenschwerpunkt Zoo. |        |
| 2022 | Munchkin Bosses                                             |                                                                    | 30        | Fantasy                 | Erweitert das Munchkin Grundspiel um 30 neue Boss-Karten. |        |
| 2022 | Munchkin Turtle Carnage                                     |                                                                    | 30        | TMNT                    | Erweitert das Munchkin: Teenage Mutant Ninja Turtles um 30 neue Karten. |        |
| 2022 | Munchkin 10 - Time Warp                                     | Munchkin 10: Zeitsprung                                            | 112       | Fantasy                 | 9. Erweiterung des ersten Grundspiels. Beinhaltet historische Persönlichkeiten und ausgestorbene Wesen. |        |
| 2022 | Munchkin Goats                                              |                                                                    | 15        | Fantasy                 | Erweitert das Munchkin Grundspiel um 15 neue Karten. |        |
| 2022 | Munchkin Presents Batman                                    |                                                                    | 261       | Batman                  | 43. eigenständiges Spiel, welches im Batman-Universum spielt. |        |
| 2023 | Munchkin Druids                                             |                                                                    | 112       | Fantasy                 | Erweiterung des ersten Grundspiels. Führt als neue Klasse die Druiden ein. |        |
| 2023 | Munchkin Side Quests 2                                      |                                                                    | 30        | Fantasy                 | Erweiterung für jedes Munchkin Grundspiel welches ein Spielkartendeck von 30 Auftragskarten enthält. Beim erfüllen einer Aufgabe erhält der Spieler einen Bonus. Sobald drei verschiedene Aufgaben erfüllt wurden, wird das nächste Monster, welches dem Spieler gegenübersteht, automatisch besiegt.        |        |
| 2023 | Munchkin Squids                                             |                                                                    | 30        | Fantasy                 | Erweitert das Munchkin Grundspiel um 30 neue Karten mit dem Themenschwerpunkt Tentakeln. |        |
| 2023 | Munchkin Cows                                               |                                                                    | 15        | Fantasy                 | Erweitert das Munchkin Grundspiel um 15 neue Karten mit dem Themenschwerpunkt Kühe. |        |
| 2023 | Munchkin South Park                                         |                                                                    | 168       | South Park              | 44. eigenständiges Spiel, welches im South Park-Universum spielt. |        |
| 2023 | Munchkin Tails of the Season                                |                                                                    | 15        | Weihnachten             | Erweitert das Munchkin Fellinge Coreset um 15 neue Karten mit dem Themenschwerpunkt Weihnachten. Kann mit jedem anderen Munchkin Spiel kombiniert werden. |        |
| 2023 | Munchkin Warhammer 40.000: Storming the Warp                |                                                                    | 16 + 20   | Warhammer 40.000        | Erweitert das Munchkin Warhammer 40.000 Grundspiel neben 16 neuen Karten insbesondere um Portalkarten in Form von Planeten. |        |
| 2023 | Munchkin: Scooby-Doo!                                       |                                                                    | 168       | Scooby-Doo!             | 45. eigenständiges Spiel, welches im Scooby-Doo-Universum spielt. |        |
| 2023 | Munchkin: Witches                                           |                                                                    | 30        | Pathfinder              | Erweitert das Munchkin Pathfinder Coreset um 30 neue Karten mit dem Themenschwerpunkt Hexen. Kann mit jedem anderen Munchkin Spiel kombiniert werden. |        |
| 2023 | Munchkin Crazy Cooks                                        |                                                                    | 168       | Küche                   | 46. eigenständiges Spiel, mit dem Themenschwerpunkt Küche. |        |
| 2024 | Munchkin Rats                                               |                                                                    | 30        | Fantasy                 | Erweitert das Munchkin Coreset um 30 neue Karten mit dem Themenschwerpunkt Ratten. |        |
| 2024 | Munchkin Snakes                                             |                                                                    | 30        | Fantasy                 | Erweitert das Munchkin Coreset um 30 neue Karten mit dem Themenschwerpunkt Schlangen. |        |
| 2024 | Munchkin Pony Excess                                        |                                                                    | 56        | Fantasy                 | Erweitert das Munchkin Coreset um 56 neue Karten mit dem Themenschwerpunkt Pferde. |        |
| 2024 | Munchkin: Taken for Granit                                  |                                                                    | 56        | Fantasy                 | Erweitert das Munchkin Coreset um 56 neue Karten mit dem Themenschwerpunkt Golems. |        |
| 2024 | Munchkin Dead & Deader                                      |                                                                    | 45        | Fantasy                 | Erweitert das Munchkin Coreset um 56 neue Karten mit dem Themenschwerpunkt Untote. |        |
| 2024 | Munchkin: The Floor is Larva                                |                                                                    | 56        | Fantasy                 | Erweitert das Munchkin Coreset um 56 neue Karten, darunter die neue Rasse Würmer. Dadurch kann das Fantasy Setting noch einfacher mit dem Star Munchkin Setting gemischt werden. |        |
| 2024 | Munchkin Shadowrun                                          | Munchkin Shadowrun                                                 | 193       | Shadowrun               | 47. eigenständiges Spiel, welches in der Welt von Shadowrun spielt. Das Set enthält neben den Tür und Schatzkarten noch 10 doppel-seitige matrix Karten, die einzigartige zusätzliche Ziele darstellen, mit welchen das Spiel gewonnen werden kann.                                                          |        |
| 2024 | Munchkin Warhammer Age of Sigmar: Dire Domains              |                                                                    | 16 + 20   | Warhammer Age of Sigmar | Erweitert das Munchkin Warhammer Age of Sigmar Coreset um 16 neue Karten und 20 Dungeonkarten, mit denen die Kampffelder der Mortal Realms ins Spiel gebracht werden. |        |

### Munchkin Mighty Monsters
Munchkin Mighty Monsters ist ein mit Munchkin Illustrationen versehenes Kartenspiel, welches auf dem UNO-Kartenspielprinzip basiert. Dabei wird jeweils eine Karte entsprechend der ausliegenden Tischkarte aufgedruckten Zahl oder Farbe aus dem Handkartenpool ausgespielt. Gelingt dies während einer Spielerunde drei Mal nicht so verliert der entsprechende Spieler und die restlichen Mitspieler gewinnen.

### Munchkin Quest
Munchkin Quest ist ein Brettspiel, das auf den Kartenspielen basiert. Es erschien 2008 und bekam mit Munchkin Quest 2: Looking for Trouble, Munchkin Quest: Portal Kombat und Munchkin Quest: Extra Parts verschiedene Erweiterungen. 2017 erschien eine an Alice im Wunderland adaptierte Neufassung des Grundsets.

### Munchkin Dungeon
2020 erschien ein eigenständiges Dungeon Spiel im Munchkin Universum, welches genretypisch mit einer Vielzahl an bemalbaren Figuren aufwartete. Das Spiel wurde durch die nachfolgenden Erweiterungen erweitert: Munchkin Dungeon: Board Silly, Munchkin Dungeon: Cthulhu, Munchkin Dungeon: Cute as a Button, Munchkin Dungeon: Epic Board, Munchkin Dungeon: Side Quest.

### Munchkin Farkle
2022 erschien ein mit Munchkin Illustrationen versehenes Farkle Spiel.

### Munchkin-Rollenspiele
2003 und 2004 erschien eine Reihe von Büchern, die das Kartenspiel in klassisches Pen-and-Paper-Rollenspiel (basierend auf dem d20-System) rückübersetzten. Darunter waren der Player’s Guide, der Master’s Guide und Master’s Screen sowie der Monster Guide und der Monster Guide 2.5 und das Star Munchkin Roleplaying Game.

### Munchkin-Comics
Ab 2015 erscheinen im deutschen Comic-Verlag Panini Sammelbände mit Comics aus dem Munchkin-Universum. Im englischsprachigen Raum sind bereits (Stand: Dezember 2018) 25 Einzelausgaben erschienen.

### Munchkin-Sammelkartenspiel
Seit Herbst 2018 erscheint im englischsprachigen Raum ein Sammelkartenspiel für zwei Spieler unter dem Namen „Munchkin Collectible Card Game“, das nicht mit dem ursprünglichen Munchkin-Kartenspiel kompatibel ist und eigene Regeln hat.

## Weitere Produkte

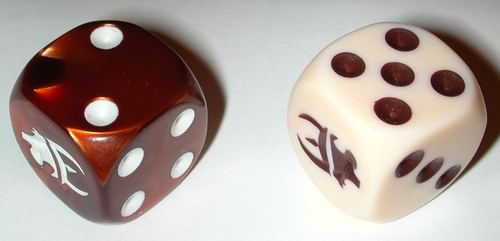
Spezielle Munchkin-Würfel

### Merchandising und Zubehör
Zusätzlich zu den genannten Produktlinien veröffentlichte Steve Jackson Games eine Reihe von Merchandising-Artikeln und Zubehör, die einem Spieler auch während des Spiels Vorteile (zusätzliche Boni) bringen können. Dazu zählen T-Shirts, spezielle Spielwürfel, Stufenzähler, Plastikfiguren, Kartons zum Aufbewahren der Karten, sogenannte Kill-O-Meter (mit denen im Spiel Kampfwerte errechnet und übersichtlich angezeigt werden können), Lesezeichen, Poster und sogar Plüschtiere. Auch für das Brettspiel erschienen spezielle Merchandising-Gegenstände. Die Verwendung dieser Artikel bei offiziellen Munchkin-Turnieren ist teilweise eingeschränkt.

### Sammlerbox und Sammlerkoffer
2006 erschien bei Pegasus Spiele eine stabile Munchkin-Sammlerbox, um alle erschienenen Grundspiele und Erweiterungen des Kartenspiels aufzunehmen, die bald zu klein für das schnell anwachsende Produktangebot wurde. 2012 erschien bei Pegasus Spiele ein größerer, bereits mehrere Jahre zuvor angekündigter Sammlerkoffer, der aufgrund seiner schlechten Verarbeitungsqualität allerdings mehrheitlich negatives Feedback unter Sammlern hervorrief. 2017 erschien eine neue stabile Munchkin-Sammlerbox für bis zu 2000 Karten in drei verschiedenen Designausführungen.

## Turniere
Seit 2003 finden deutschsprachige Munchkin-Meisterschaften (seit 2005 unter dem Namen Munchkin Crusade) statt. Für diese Turniere gelten spezielle Turnierregeln, die beispielsweise eine zusätzliche Spielphase (an der Tür horchen) einführen oder die Verwendung von Bonusgegenständen einschränken.

### Munchkinbei BoardGameGeek
- Munchkin-Grundspiel in der Spieledatenbank BoardGameGeek (englisch)
- Munckin-Produktfamilie bei BoardGameGeek
- Munckin-Produktfamilie in der Wiki von BoardGameGeek